# Liste der Länderspiele der são-toméischen Futsalnationalmannschaft
Die nachfolgende Liste enthält alle Länderspiele der são-toméischen Futsalnationalmannschaft der Männer, die der Fußballverband von São Tomé und Príncipe, die Federação Santomense de Futebol (FSF), im Jahr 2009 gegründet hat. Futsal ist die einzige von der FIFA anerkannte Variante des Hallenfußballs. Bisher wurden vier Länderspiele ausgetragen.

## Länderspielübersicht
Legende
- Erg. = Ergebnis
- n. V. = nach Verlängerung
- i. S. = im Sechsmeterschießen
- abg. = Spielabbruch
- H = Heimspiel
- A = Auswärtsspiel
- * = Spiel auf neutralem Platz
- Hintergrundfarbe grün = Sieg
- Hintergrundfarbe gelb = Unentschieden
- Hintergrundfarbe rot = Niederlage

| Nr.                    | Datum      | Erg. | Gegner        |   | Austragungsort                     | Anlass                  | Bemerkungen |
| ---------------------- | ---------- | ---- | ------------- | - | ---------------------------------- | ----------------------- | --- |
| 1                      | 12.07.2009 | 1:14 | Portugal      | A | Lissabon (POR), Pavilhão Atlântico | Jogos da Lusofonia 2009 | Erstes Auswärtsspiel Erste Niederlage Erste Auswärtsniederlage Höchste Niederlage Höchste Auswärtsniederlage Erstes Länderspiel gegen Portugal |
| 2                      | 13.07.2009 | 0:8  | Angola        | * | Lissabon (POR), Pavilhão Atlântico | Jogos da Lusofonia 2009 | Erstes Spiel auf neutralem Platz Erste Niederlage auf neutralem Platz Erstes Länderspiel gegen Angola                                          |
| 3                      | 15.07.2009 | 2:9  | Brasilien     | * | Lissabon (POR), Pavilhão Atlântico | Jogos da Lusofonia 2009 | Höchste Niederlage auf neutralem Platz Erstes Länderspiel gegen Brasilien                                                                      |
| 4                      | 16.07.2009 | 2:6  | Guinea-Bissau | * | Lissabon (POR), Pavilhão Atlântico | Jogos da Lusofonia 2009 | Erstes Länderspiel gegen Guinea-Bissau |
| Stand: 27. August 2018 |            |      |               |   |                                    |                         | |

## Statistik
In der Statistik werden nur die offiziellen Länderspiele berücksichtigt.
Legende
- Sp. = Spiele
- Sg. = Siege
- Uts. = Unentschieden
- Ndl. = Niederlagen
- Hintergrundfarbe grün = positive Bilanz
- Hintergrundfarbe gelb = ausgeglichene Bilanz
- Hintergrundfarbe rot = negative Bilanz

### Gegner
| Land          | Kontinentalverband | Sp. | Sg. | Uts. | Ndl. | Torverhältnis |
| ------------- | ------------------ | --- | --- | ---- | ---- | ------------- |
| Angola        | CAF                | 1   | 0   | 0    | 1    | 0:8           |
| Brasilien     | CONMEBOL           | 1   | 0   | 0    | 1    | 2:9           |
| Guinea-Bissau | CAF                | 1   | 0   | 0    | 1    | 2:6           |
| Portugal      | UEFA               | 1   | 0   | 0    | 1    | 01:14         |
| Gesamt        | Gesamt             | 4   | 0   | 0    | 4    | 05:37         |

### Kontinentalverbände
| Kontinentalverband                 | Sp. | Sg. | Uts. | Ndl. | Torverhältnis |
| ---------------------------------- | --- | --- | ---- | ---- | ------------- |
| AFC (Asien)                        | 0   | 0   | 0    | 0    | 0:0           |
| CAF (Afrika)                       | 2   | 0   | 0    | 2    | 02:14         |
| CONCACAF (Nord- und Mittelamerika) | 0   | 0   | 0    | 0    | 0:0           |
| CONMEBOL (Südamerika)              | 1   | 0   | 0    | 1    | 2:9           |
| OFC (Ozeanien)                     | 0   | 0   | 0    | 0    | 0:0           |
| UEFA (Europa)                      | 1   | 0   | 0    | 1    | 01:14         |
| Gesamt                             | 4   | 0   | 0    | 4    | 05:37         |

### Anlässe
| Anlass                    | Sp. | Sg. | Uts. | Ndl. | Torverhältnis |
| ------------------------- | --- | --- | ---- | ---- | ------------- |
| Jogos da Lusofonia-Spiele | 4   | 0   | 0    | 4    | 05:37         |
| Freundschaftsspiele       | 0   | 0   | 0    | 0    | 0:0           |
| Gesamt                    | 4   | 0   | 0    | 4    | 05:37         |

### Spielarten
| Spielart                       | Sp. | Sg. | Uts. | Ndl. | Torverhältnis |
| ------------------------------ | --- | --- | ---- | ---- | ------------- |
| Heimspiele (H)                 | 0   | 0   | 0    | 0    | 0:0           |
| Spiele auf neutralem Platz (*) | 3   | 0   | 0    | 3    | 04:23         |
| Auswärtsspiele (A)             | 1   | 0   | 0    | 1    | 01:14         |
| Gesamt                         | 4   | 0   | 0    | 4    | 05:37         |

### Austragungsorte
| Austragungsort | Land     | Sp. | Sg. | Uts. | Ndl. | Torverhältnis |
| -------------- | -------- | --- | --- | ---- | ---- | ------------- |
| Lissabon       | Portugal | 4   | 0   | 0    | 4    | 05:37         |
| Gesamt         | Gesamt   | 4   | 0   | 0    | 4    | 05:37         |

### Spielergebnisse
|      | Gegentore | Gegentore | Gegentore | Gegentore | Gegentore | Gegentore | Gegentore | Gegentore | Gegentore | Gegentore | Gegentore | Gegentore | Gegentore | Gegentore | Gegentore |
| Tore | 0         | 1         | 2         | 3         | 4         | 5         | 6         | 7         | 8         | 9         | 10        | 11        | 12        | 13        | 14        |
| ---- | --------- | --------- | --------- | --------- | --------- | --------- | --------- | --------- | --------- | --------- | --------- | --------- | --------- | --------- | --------- |
| 0    | -         | -         | -         | -         | -         | -         | -         | -         | 1         | -         | -         | -         | -         | -         | -         |
| 1    | -         | -         | -         | -         | -         | -         | -         | -         | -         | -         | -         | -         | -         | -         | 1         |
| 2    | -         | -         | -         | -         | -         | -         | 1         | -         | -         | 1         | -         | -         | -         | -         | -         |